# Berle Adams
Berle Adams (* als Beryl Adasky, 11. Juni 1917 in Chicago; † 25. August 2009 in Los Angeles) war ein US-amerikanischer Platten- und Fernsehproduzent. Er war einer der Gründer von Mercury Records. Später war er Senior Executive bei MCA.
Adams arbeitete schon als Schüler als Agent für lokale Bands, arbeitete in der Zeit der Großen Depression zeitweise als Versicherungsvertreter, bevor er für General Artists Corporation (GAC) arbeitete und unter anderem Louis Jordan betreute. Danach gründete er seine eigene Agentur und einen eigenen Musikverlag (Champagne Music, Preview Music). Er gründete 1945 Mercury Records in Chicago, zusammen mit Irving Green und Arthur Talmadge. Dort hatten sie in den Anfangsjahren Erfolg mit Hits von Frankie Laine (That´s my desire) und Vic Damone (I have but one heart). Ende der 1940er Jahre verließ er Mercury und zog nach Los Angeles, wo er der Agent von Kay Starr war und 1950 von MCA engagiert wurde, bei denen er zwanzig Jahre blieb und Agent für TV und Auftritte in Las Vegas von Hollywood- und TV-Stars wie Dinah Shore, Jack Benny, Alfred Hitchcock, Rosemary Clooney war. Er produzierte TV-Sendungen wie This is your life, die For Show, The Jack Benny Program, Colgate Comedy Hour und Queen for a day und gründete die internationale TV Sparte von MCA und die Plattenabteilung Universal Records. 1962 erwarben diese Decca Records. 1971 verließ er MCA und ging zur William Morris Agency, wo er die Sportabteilung gründete. Außerdem gründete er BAC, die US-amerikanische TV-Produzenten international vertraten. Unter anderem vertrat er international die Emmy-Verleihungen.